# 制置三司条例司
制置三司条例司（せいちさんしじょうれいし）とは、王安石が設置した天子直属の役所。

## 概要
宋の神宗の治世において、王安石がみずからの新法を、閣内の旧法党の官僚の反対を避けて円滑に審議立案ができるようにするため、煕寧2年 (1069年) に天子直属の部署として設けられた。しかし翌年には、王安石が同中書門下平章事 (宰相) となり、閣内の反対を心配し恐れる必要がなくなったため条例司は廃止され、その事務は内閣に移管された。